# Miles Copeland
Miles Copeland, es un personaje ficticio de la serie de televisión australiana Home and Away, interpretado por el actor Josh Quong Tart desde el 30 de noviembre del 2007 hasta el 23 de noviembre del 2011.

## Antecedentes
Miles es hermano gemelo de Sally Fletcher, es muy buen amigo de Alf Stewart y Elijah Johnson.

## Biografía
Miles nació el 9 de febrero de 1979 junto a su hermana gemela Sally Fletcher, ambos pasaron los primeros tres años viviendo juntos y Sally le dio el apodo de Milco ya que se le hacía muy difícil pronunciar Miles, sin embargo la felicidad terminó ya que el matrimonio de sus padres era infeliz, Aaron un borracho violento a menudo golpeaba a Diana durante sus momentos de ebriedad y Diana arta lo amenazó con irse y llevarse a los niños, pero Aaron tomó el asunto en sus propias manos y se llevó a Miles en medio de la noche dejando a Sally.
En los años que siguieron Miles vivió dos vidas, primero como el amigo imaginario de Sally, al inicio Tom y Pippa la dejaron tener a su "amigo imaginario" ya que creían que era una forma de consuelo ya que creían que Sally se sentía sola y triste, pero con el tiempo comenzó a haber problemas cuando Milco le dijo a Sally que no quería que Bobby se fuera a vivir con ellos, sin embargo después de que Pippa "platicara" con él Milco aceptó. Sin embargo sus hermanos siempre trataron de hacerle ver que él no existía por lo que Sally siempre salía en su defensa.
Mientras tanto el Milco real vivía von su padre y constantemente se mudaban para que su padre no fuera encontrado por las autoridades, sin embargo un día Aaron encontró un viejo periódico donde decía que Diana y su nuevo marido Derek Wilson habían muerto en un accidente de bote en el río Barton unos años antes, al darse cuenta de que Sally se convertiría en una huérfana decidió buscarla, Aaron llevó a Miles a visitar a su abuela la Sra. Keating, descubrieron que la casa había sido vendida y que Sally había sido puesta en adopción. Luego de encontrar a la abuela de Miles descubrió que esta había sido diagnosticada con Alzheimer, poco después descubrieron que Sally había sido adoptada por los Fletcher y les dieron una dirección para poder encontrarlos sin embargo al llegar a la ciudad un vecino les dijo que era demasiado tarde ya que la familia se había mudado a un lugar llamado Summer Bay.
Así que Aaron tomó a Miles y decidió ir a Bay deseando reencontrarse con su hija. Sin embargo al llegar Aaron escuchó todos los buenos comentarios que los residentes tenían acerca de los Fletcher y decidió que Sally tendría una mejor vida con ellos y ambos se fueron de Bay sin poder verla. Poco después Aaron comenzó a consumir de nuevo alcohol y finalmente en el 2000 murió cuando Miles apenas tenía 19 años. Miles pensó en ir a buscarla, pero no tenía idea de dónde podría estar, luego recordó que a los 8 años había ido a Bay, pero pensó que solo era otra ciudad.
Miles decidió empezar una nueva vida y se convirtió en maestro de secundaria, se casó con una joven llamada Louise y juntos tuvieron una hija Amber. Desgraciadamente la felicidad no duró y en el 2004 durante una festividad la familia decidió irse de vacaciones en la localidad de Phuket, Tailandia cuando un tsunami golpeó, a pesar de que hicieron todo lo posible por ponerse a salvo Louise y Amber murieron ahogadas, esto lo dejó devastado así que decidió regresar a Australia, sin embargo al llegar perdió su trabajo y comenzó a beber, finalmente se alejó de su vida por completo y se convirtió en un vagabundo. 
Un día Miles llegó a Summer Bay y de inmediato recordó la ciudad, así que decidió encontrar a Sally en un intento por recuperar su vida. Miles terminó buscando que comer en los contenedores del Diner Pie donde fue descubierto por Roman Harris quien le dijo que le daría algo de comer poco después Miles le preguntó si sabía dónde vivía Sally y Roman le dijo que vivía en el Caravan Park. Al día siguiente después de 25 años Miles encontró a Sally jugando con su pequeña hija Pippa en la playa y en lugar de acercarse a ella decidió escribir "MILCO" en la arena para ver su reacción, Miles se escondió en unos arbustos y cuando Sally descubrió la palabra esta quedó confundida.
Miles decidió ir al parque de caravanas donde Sally le ofreció comida y ropa, pronto comenzaron a conocerse y con el tiempo vieron que tenían mucho en común, como haber sido maestros y haber perdido a sus esposos y después de contarle la verdad acerca de la muerte de su esposa e hija Miles encontró el coraje para decirle a Sally la verdad, que eran hermanos. Al inicio Sally no le creyó pero después recordó todo, encantada por tener un hermano gemelo Sally lo presentó a su familia y amigos. 
Miles es muy buen amigo de Roman Harris, Ruth Stewart, Tony Holden, Rachel Armstrong y Leah Patterson - Baker. 
Cuando Johnny Cooper escapó de prisión Miles insistío en acompañarla en todo momento y se culpó por haber abierto la puerta la noche en que Johnny apuñaló a Sally, sin embargo todo mejoró cuando Sally se recuperó y se hizo amigo de la madre adoptiva de Sally, Pippa, poco después decidió poner su vida de nuevo en el camino correcto y en el día del funeral de Dan Baker, se acercó a Martin Bartlett por el trabajo de maestro. Sin embargo las cosas no fueron fáciles para Miles en su primer día gracias a Aden Jefferies, sin embargo se ganó al resto de los alumnos cuando decidió organizar un concierto de despedida para Sally quien había decidido irse de Bay con sus hijas Pippa Saunder y Cassie Turner, después del concierto Sally y Miles se despidieron y Miles se emocionó cuando Sally le dejó la mitad del Caravan Park para que viviera. 
Poco después comenzó a sentirse atraído por Leah Patterson - Baker, pero a pesar de que Leah admitiera que sentía algo por él, decidió que era mejor que solo fueran amigos ya que sentía que era demasiado pornto después de la muerte de su esposo Dan. Después de contarle acerca de su pasado a Morag Bellingham, Miles le pidió ayuda para encontrar a un niño llamado Jai Fernández a quien había prometido ayudar y no hizo luego de que este quedara huérfano a causa del tsunami en Perth, Tailandia. Luego de encontrarlo Jai las cosas no fueron fáciles sin embargo accedió irse a vivir con él. Al inicio la relación no era muy buena pero luego de la muerte de Axel Hay, Jai comenzó a acercarse más a Miles y la relación se hizo fuerte. Sin embargo las cosas comenzaron a ponerse feas cuando Miles casi pierde su carrera luego de que decidiera introducir un nuevo libro para el plan de estudios el cual causó la indignación de algunos padres quienes eran dirigidos por Christine Jones, quien quemó públicamente el libro, sin embargo todo mejoró cuando Morag salió en su defensa y salvó su carrera. 
Después de ofrecerle a Kirsty Sutherland un lugar en donde vivir, ambos comenzaron a acercarse y con el tiempo compartieron un beso, sin embargo se vieron forzados a hacer pública su relación, cuando equivocadamente Annie Campbell pensó que Miles estaba besando a Ruby Buckton. Poco después y con su relación creciendo Miles finalmente le dijo a Kristy que la amaba, sin embargo cuando se enteró de que Kirsty estaba secretamente en contacto con su exesposo Kane y que lo ayudaba a recaudar dinero para su defensa, decidió sacarla de la casa. 
Poco después tomó a Melody Jones bajo su cuidado después de ver que esta necesitaba un ligar para vivir, pero las cosas fueron de mal en peor ya que Melody solo le causaba problemas era rebelde y se involucró con drogas. Las cosas no mejoraron luego de que perdonara a Kirsty solo para descubrir que Kane estaba de regreso en Bay. Molesto por la incapacidad de Kirsty para tomar una decisión y con Kane pidiéndole que haga lo correcto, Miles le dijo que era mejor que se fuera con Kane y cuando Kisrty se fue, quedó devastado. Sin embargo Miles tenía las manos llenas con Melody, sin embargo después de platicar con ella y pensar que había hecho algún progreso, al siguiente día Meldoy escapó y Miles con la ayuda de Charlie Buckton la siguieron hasta Melbourne. En Melbourne Miles y Charlie se besaron después de que este le contara historias acerca de su vida en las calles, finalmente encontraron a Melody y regresaron a Bay. Poco después Miles la apoyó cuando Melody decidió mudarse a Nueva Zelanda para vivir con su madre biológica, antes de irse le dijo que la amaba.
Cuando Kirsty regresó a la bahía, Miles estaba molesto y le hizo saber que no la quería cerca de él. Sin embargo cuando se quedaron encerrados en un armario ambos comenzaron a acercarse pero la animosidad pronto regresó cuando Barlett arruinó el momento. Sin embargo cuando Miles notó que Trey Palmer empezó a acercarse a Kirsty decidió advertirla, pero ella no lo escuchó y le dijo que la dejara en paz. Sin embargo poco después Kirsty, Olly y Miles se reunieron y se mudaron con Miles y la apoyó cuando Trey comenzó a amenazarla. 
Luego del accidente en donde Roman quedó ciego durante un tiempo trató de ayudarlo, pero Roman comenzó a excluirse de todos. Poco después le ofreció a Aden un lugar donde vivir luego de que Roman lo echara. Poco después Kisrty se enteró de que estaba embarazada, lo cual los dejó encantados, pero la felicidad terminó cuando Kirsty perdió a la bebé y llena de dolor decidió dejar Bay junto con Ollie sin decir adiós, lo cual dejó a Miles devastado.
Cuando se entera de que V.J. Patterson está siendo agredido por Riley Radcliffe va a ver a su padre, Ian para intentar que este hable con su hijo, sin embargo las cosas no salen bien. Poco después Miles es atacado y más tarde se entera de que el responsable de la agresión fue Riley y sus amigos, molesto por lo sucedido Miles intenta llevar a la fuerza a Riley con la policía pero accidentalmente le rompe la muñeca y es arrestado por asalto. Cuando un periódico publica lo sucedido Miles comienza a comportarse erráticamente y Gina Austin le dice que se tome un tiempo y deje de dar clases, sin embargo en vez de ayudar esto solo ocasiona que Miles comience a beber.
Poco después aparece una pequeña niña llamada "Rabbit", quien ayuda a Miles a recuperarse, incluso lo previene diciéndole que si se duerme puede morir, lo que ocasiona que Miles se desvele, sin embargo después de terminar de dar su clase se queda dormido, cuando se despierta y se dirige a la puerta el ventilador cae encima del escritorio en donde Miles dormía. 
Poco después Marilyn Fisher y Alf Stewart descubren a Miles hablando con nadie y cuando le preguntan con quien está hablando Miles les dice que con él mismo y que es completamente normal, cuando Rabbit bloquea las escaleras y le dice que no puede seguir cubriendo lo que está pasando Miles intenta trepar por ella pero cae y se rompe el tobillo, después de regresar del hospital con el pie enyesado Miles decide contarle la verdad a Marylin y a Alf y con la ayuda de Rabbit les dice que en realidad si está hablando con alguien: el fantasma de su hija Amber Copeland, también conocida como "Rabbit" de cinco años, quien murió años atrás. A pesar de que no entiende lo que está pasando para él Amber es real.
Más tarde Miles se hace muy buen amigo de Elijah Johnson y lo acompaña África, a su regreso en el 2011 es agredido por Heath Braxton, a causa de esto comienza a beber de nuevo, besa a Roo Stewart y despierta a su lado la mañana siguiente. Más tarde le confiesa a Leah Patterson que la ama y comienzan a salir, al inicio Elijah se siente traicionado, sin embargo logran reparar su amistad. Poco después la pareja se entera de que están esperando un hijo, al inicio Leah duda de continuar con el embarazo pero después de hablar con Miles deciden tenerlo, Miles le propone matrimonio a Leah pero esta lo rechaza diciéndole que no está lista todavía, más tarde lo invita a mudarse con ella y VJ.
Sin embargo la felicidad dura poco y Leah sufre un aborto, lo cual deja devastado a Miles, la pareja no resiste el dolor y Leah comienza a alejar a Miles lo cual ocasiona que la relación se termine, poco después se entera de que Elijah todavía está enamorado de Leah y al mismo tiempo recibe un mensaje de su hermana, Sally Fletcher diciéndole que le consiguió un trabajo como maestro en Tailandia, Miles decide aceptarlo y en noviembre decide irse de Summer Bay para mudarse a Tailandia Sally.